# Manuela Hack

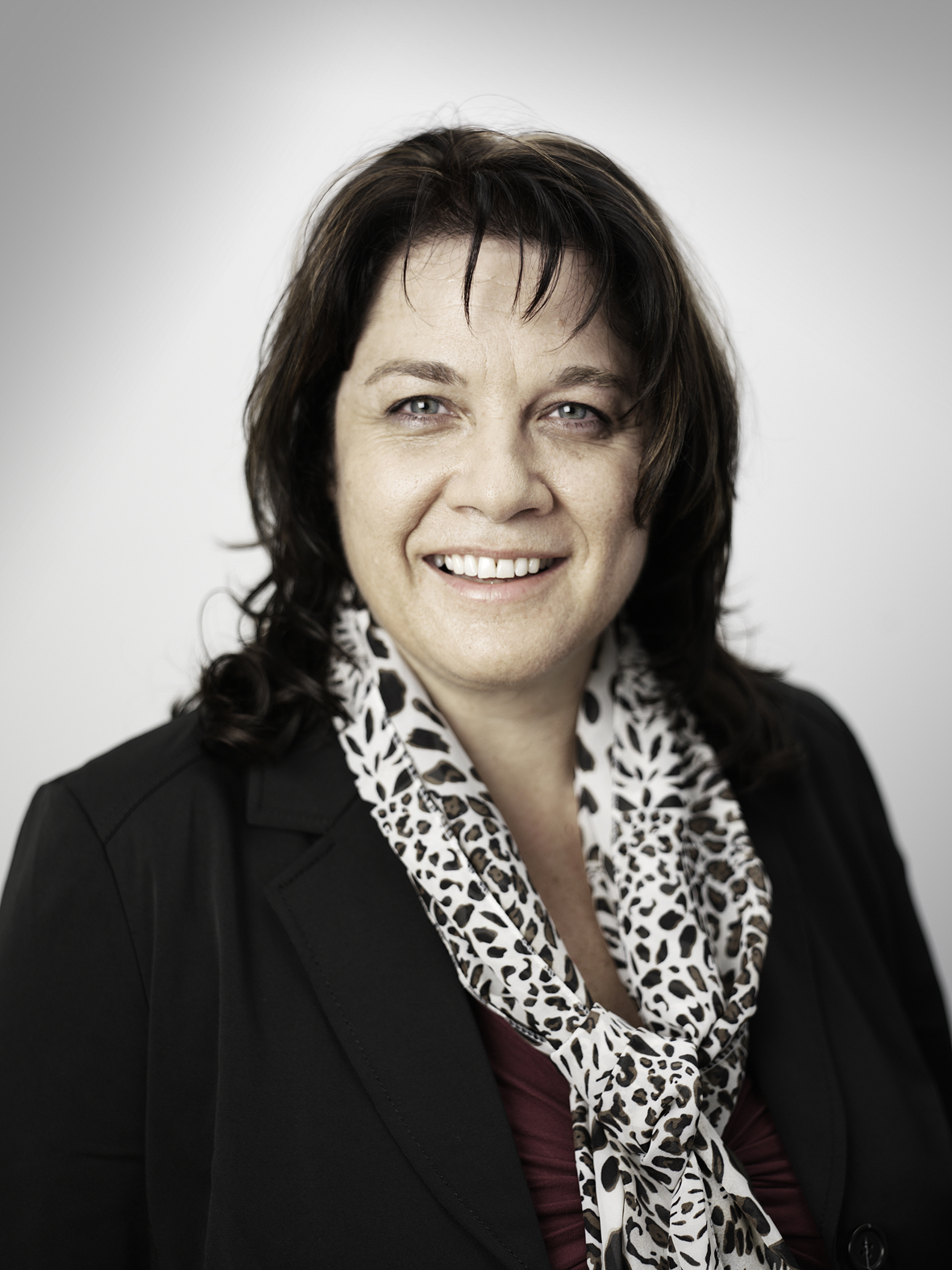
Manuela Hack (2010)

Manuela Hack (* 6. Dezember 1965 in Bregenz; geborene Manuela Glanznig) ist eine österreichische Politikerin (ÖVP). Sie war von 2009 bis 2014 Abgeordnete zum Vorarlberger Landtag.
Hack besuchte die Volks- und Hauptschule in Lochau und absolvierte in der Folge die Bundeshandelsschule in Bregenz. In der Folge studierte sie Sozialpädagogik in Stams. Hack ist verwitwet und lebt in Hörbranz. Sie hat eine Tochter (* 1992) und einen Sohn (* 1997).
Manuela Hack wurde im Jahr 2000 in den Gemeinderat von Hörbranz gewählt; von 2005 bis 2010 hatte sie das Amt der Vizebürgermeisterin inne. Am 4. November 2009 wurde sie als Nachrückerkandidatin für Landesstatthalter Karlheinz Rüdisser als Abgeordnete zum Vorarlberger Landtag angelobt, wo sie in der 29. Legislaturperiode die Funktion der Frauensprecherin innerhalb des ÖVP-Landtagsklubs ausübte. Bereits im Vorfeld der Landtagswahl 2014 kündigte Manuela Hack an, nicht mehr für den Landtag zu kandidieren. In der Folge schied sie mit der Angelobung des neuen Landtags am 15. Oktober 2014 aus diesem aus.